# ムアンメーホンソーン郡
座標: 北緯19度16分 東経97度56分 / 北緯19.267度 東経97.933度
ムアンメーホンソーン郡（ムアンメーホンソーンぐん）は、タイ・北部にある郡（アンプー）。メーホンソーン県の県庁所在地（ムアン）でもある。

## 名称
元々メーホンソーンは戦象の養成所であり、メーロンソーン (แม่ร่องสอน) とよばれた。メーホンソーンはそれが訛ったものである。なお、メーロンソーンとは「（象を）調教する（場所にある）溝の川」という意味である。

## 歴史
メーホンソーン周辺はもともと森が広がっており、チャクリ王朝期に至るまで本格的な入植が成されなかった。チャクリ王朝期、チエンマイの王マホータラプラテートはメーホンソーン地域が森林資源が豊富で、野生動物が多数生息していることに注目し、この地位への入植を、親族のチャオ・ケーオムアンマーに命令した。これが1831年のことである。
チャオ・ケーオは現在のパーイ郡から入植、パーイ川に沿って入植を続けた。その後チャオ・ケーオは現在のメーホンソーン市内のタムボン・パーンムーに当たるところに、パーイ川流域に住んでいたシャン族やルワ人などの住民を集め一つの大きなコミュニティーを作り、バーン・ポーンムー (บ้านโป่งหมู) と呼ばれる村を設置し、シャン族のパカーモン (พะก่าหม่อง) と呼ばれる人物をその村長に任命した。これが、メーホンソーンの始まりである。
パカーモーンとチャオ・ケーオはさらに南を開拓し、象を調教する為の施設を作り、「メーロンソーン」と名付けた、パカーモーンをその象の村の長とした、これが現在のメーホンソーンの中心部である。この後、メーホンソーンはシャムにおけるのシャン族のコミュニティーの中心地として機能することになる。
1856年、サルウィン川西岸ので内乱が勃発、1876年にはムンナーイとムンモークマイ間で戦乱が勃発し多数のシャン族がメーホンソーンに逃れてきた。後者の戦いの際にはムーンモークマイの君主が戦いに敗れメーホンソーンに逃げてきている。こうして、メーホンソーンは街の人口を増やし繁栄した。
こうした拡大により1874年街は、格上げされチエンマイの朝貢国となった。朝貢国とは言っても、コメを朝貢した訳ではなく、森林製品の朝貢が義務付けられていたと考えられている。
時のチエンマイ王は、シャン族のチャーンカレーをパヤー・シンハナートラーチャーに任命しメーホンソーンを統治させた。その間の国主は次の通りである。
- パヤー・シンハナートラーチャー (チャーンカレー พญาสิงหนาทราชา (ชานกะเล))・・・1874-1884
- チャオナーン・ミア (เจ้านางเมี๊ยะ)・・・1884-1891
- パヤー・ピタックサヤームケート (プークン・ト พญาพิทักษ์สยามเขต (ปู่ขุนโท้ะ))・・・1891-1905
- パヤー・ピサーンホンソーンブリー（クン・ルー พญาพิศาลฮ่องสอนบุรี (ขุนหลู่))・・・1905-1941

一方タイ中央政府は1890年ごろからこの地域の統治方法の改革を模索し、メーホンソーン、パーイ、クンユワム、ユワム（現・メーサリエン郡）などの独立都市を統合し、モントン・パヤップの元、1901年7月11日から「西チエンマイ地区 (บริเวณเชียงใหม่ตะวันตก)」と称され、クンユワムに事務所がおかれた。
のち1903年、地区の首都はクンユワムからユワムへ移動、名称も「西チエンマイ地区」から「北パヤップ地区 (บริเวณพายัพเหนือ」へ改称された。1910年には、勅命によりメーホンソーンを中心とする地区がメーホンソーン県となり、メーホンソーンがムワイトー郡として県庁所在地となった。1933年にモントンは解体され現在のメーホンソーン県が成立し、県庁所在地としてのムワイトー郡が確立した。ムワイトー郡は1938年に県名にあわせムアンメーホンソーン郡と名を変えた。

## 地理
メーホンソーンはピン川沿いの地域にあり、周囲を山に囲まれた山岳地帯にある。この為森林が豊富で多くの国立公園が存在する。交通は国道1095号線が東のチエンマイに通じ、108号線がメーサリエンと通じている。またメーホンソーン国際空港もある。

### 国立公園
山岳地帯であるメーホンソーンには多くの国立公園がある。
- ナムトック・メースリン国立公園
- タム・プラー＝パー・スア国立公園
- ナムトック・パースア森林公園
- タム・プラー森林公園

なお、ナムトック・パースア森林公園は王室のリゾートとなっており、パートーン宮殿が設置されている。

### 気候
寒暖差の激しいところであり、4月は非常に高温となり、40℃を超える日も多いが、1月は日中の気温は高いものの、平均最低気温は13.8℃と低温である。雨季は5〜10月である。
| メーホンソーン (1981–2010)の気候                                                     | メーホンソーン (1981–2010)の気候 | メーホンソーン (1981–2010)の気候 | メーホンソーン (1981–2010)の気候 | メーホンソーン (1981–2010)の気候 | メーホンソーン (1981–2010)の気候 | メーホンソーン (1981–2010)の気候 | メーホンソーン (1981–2010)の気候 | メーホンソーン (1981–2010)の気候 | メーホンソーン (1981–2010)の気候 | メーホンソーン (1981–2010)の気候 | メーホンソーン (1981–2010)の気候 | メーホンソーン (1981–2010)の気候 | メーホンソーン (1981–2010)の気候 |
| 月                                                                                   | 1月                              | 2月                              | 3月                              | 4月                              | 5月                              | 6月                              | 7月                              | 8月                              | 9月                              | 10月                             | 11月                             | 12月                             | 年                               |
| ------------------------------------------------------------------------------------ | -------------------------------- | -------------------------------- | -------------------------------- | -------------------------------- | -------------------------------- | -------------------------------- | -------------------------------- | -------------------------------- | -------------------------------- | -------------------------------- | -------------------------------- | -------------------------------- | -------------------------------- |
| 平均最高気温 °C （°F）                                                               | 30.1 (86.2)                      | 33.4 (92.1)                      | 36.8 (98.2)                      | 38.7 (101.7)                     | 35.9 (96.6)                      | 33.2 (91.8)                      | 32.2 (90)                        | 32.0 (89.6)                      | 32.8 (91)                        | 32.6 (90.7)                      | 30.9 (87.6)                      | 29.0 (84.2)                      | 33.13 (91.64)                    |
| 平均最低気温 °C （°F）                                                               | 13.8 (56.8)                      | 14.3 (57.7)                      | 17.7 (63.9)                      | 22.5 (72.5)                      | 23.6 (74.5)                      | 23.7 (74.7)                      | 23.4 (74.1)                      | 23.2 (73.8)                      | 23.0 (73.4)                      | 22.0 (71.6)                      | 19.0 (66.2)                      | 15.4 (59.7)                      | 20.13 (68.24)                    |
| 雨量 mm （inch）                                                                     | 6.4 (0.252)                      | 6.0 (0.236)                      | 16.8 (0.661)                     | 63.2 (2.488)                     | 174.5 (6.87)                     | 190.5 (7.5)                      | 226.9 (8.933)                    | 239.3 (9.421)                    | 199.0 (7.835)                    | 114.5 (4.508)                    | 44.9 (1.768)                     | 10.4 (0.409)                     | 1,292.4 (50.881)                 |
| 平均降雨日数 （≥1 mm）                                                               | 1                                | 1                                | 1                                | 5                                | 17                               | 22                               | 25                               | 26                               | 20                               | 13                               | 5                                | 2                                | 138                              |
| % 湿度                                                                               | 75                               | 65                               | 55                               | 55                               | 71                               | 80                               | 82                               | 83                               | 83                               | 81                               | 80                               | 78                               | 74                               |
| 出典：Thai Meteorological Department (Normal 1981–2010), (Avg. rainy days 1961–1990) |                                  |                                  |                                  |                                  |                                  |                                  |                                  |                                  |                                  |                                  |                                  |                                  |                                  |

## 経済
国内の産業は農業が主で、主に米を作っている。森林資源が豊富で、風光明媚な寺院がいっぱいあり、空港も整備されていることから、山岳リゾートして有名であり、観光産業も市内の大きな収入源の一つである。

## 行政区分
市内には7つのタムボンがあり、その下位に68の村が存在する。自治体（テーサバーン）が設置されており、以下のようになっている
- テータバーンムアン・メーホンソーン・・・タムボン・チョーンカム全体

なお、以下のリストで欠けているタムボンは現在パーンマパー郡となっているタムボンである。
1. タムボン・・・・ตำบลจองคำ
2. タムボン・・・・ตำบลห้วยโป่ง
3. タムボン・・・・ตำบลผาบ่อง
4. タムボン・・・・ปางหม
5. タムボン・・・・ตำบลหมอกจำแป่
6. タムボン・・・・ตำบลห้วยผา

1. タムボン・・・・ตำบลห้วยปูลิง